# Harry Reasoner
Harry Reasoner, född 17 april 1923 i Dakota City, Iowa, död 6 augusti 1991 i Westport, Connecticut, var en amerikansk journalist, författare och TV-programledare. Han är en av grundarna av TV-programmet CBS 60 Minutes.

## Biografi
Reasoner var son till Eunice Nicholl och Harry Ray Reasoner, som lärde honom att läsa innan han började skolan, varigenom han fick ett rikt ordförråd.
Reasoner studerade vid West High School i Minneapolis och under sin tid på skolan utvecklade han sitt intresse för journalistik. En berättelse, skriven av honom, med titeln "The Wrench of the Week", tilldrog sig rektorns uppmärksamhet, som relegerade honom, men senare lät honom återvända, efter en vädjan från studiekamraten Chet Newby.
Reasoner avlade examen i januari 1940 efter att ha missat den egna klassens examinering 1939. Redan innan sin examen fortsatte han att studera journalistik vid Stanford University och University of Minnesota. Han var i militärtjänst under andra världskriget, men återupptog sedan sin journalistkarriär vid Minneapolis Times. Hans roman Tell Me About Women, om ett bleknande äktenskap, skriven delvis under hans krigstjänst, publicerades första gången 1946.

## Journalistik
Efter att ha börjat med radio inom CBS 1948, arbetade Reasoner för US Information Agency i Filippinerna. När han återvände till USA, gick han över till TV och arbetade på TV-stationen KEYD (senare KMSP) i Minneapolis. Han kandiderade till Minneapolis kommunfullmäktige som republikan 1949 och samlade 381 röster (4,4 procent). År 1958 började han vid CBS News i New York där han så småningom blev programvärd för morgonnyheterna, som kallades Calendar 1961–1963, utöver uppgiften som kommentator och nyhetsuppläsare.
Reasoner deltog i rapporteringen av mordet på John F. Kennedy fredagen den 22 november 1963. Han rapporterade senare om ankomsten av Kennedys kvarlevor till Washington, DC, och om detaljer kring Lee Harvey Oswald.
År 1968 slog sig Reasoner ihop med Mike Wallace och lanserade 60 Minutes, ett nytt nyhetsmagasin. På 60 Minutes och på andra håll samarbetade han ofta med producenten och författaren Andy Rooney, som senare blev välkänd bidragsgivare. I en avskedsintervju på 60 Minutes 2011 framhöll Rooney att Reasoner var en stor skribent, men lat, vilket gav Rooney fler möjligheter att visa sina skriftliga färdigheter.
År 1970 övergick Reasoner från CBS till ABC för att bli nyhetsankare på stationens nya nattliga nyhetssändning. Vid tiden för hans övergång leddes den New York-baserade sändningen av ABC News av Howard K. Smith och Frank Reynolds, båda tidigare kollegor till Reasoner på CBS. Med början i december 1970 övertog Reasoner Reynolds plats då denne blev stationens främste Washingtonkorrespondent, och nyhetssändningen blev känd som ABC Evening News.
Efter två år av samarbete med Walters som nyhetsankare för ABC Evening News, lämnade Reasoner stationen efter nästan åtta år i juni 1978 och återvände till CBS, där han återupptog sina uppgifter på 60 Minutes. Strax efter hans avgång valde ABC att lägga ner ABC Evening News helt och överföra nyhetssändningen till World News Tonight. Reasoner stannade därefter på 60 Minutes fram till sin pensionering den 19 maj 1991. 